# Livre navegação dos rios da Argentina
A República Argentina garante a liberdade de navegação de seus rios para os navios de todos os países do mundo, que podem entrar e circular pelos rios argentinos sem necessidade de autorização ou de pagar direitos de passagem. Este direito está sujeito aos regulamentos emitidos pelas autoridades argentinas, que devem tratar as embarcações estrangeiras da mesma forma que os nacionais, e foi estabelecido através de tratados bilaterais de reciprocidade e uma cláusula constitucional.

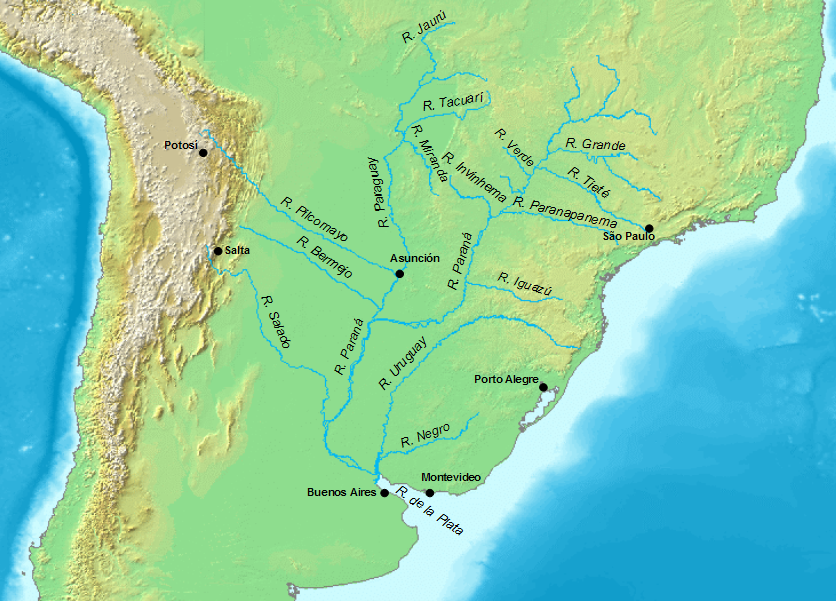
A bacia do Rio da Prata.

## Real Pragmática dos Reis Católicos
A Real Pragmática do 1 de setembro de 1500, emitida pelos Reis Católicos de Castela e de Aragão, estabeleceu o monopólio da navegação para e desde as recém descobertas Índias espanholas para os barcos sob a bandeira de Castela, os navios estrangeiros só poderiam navegar no caso de levarem suas bandeiras e com autorização prévia. Essa medida protecionista fechou a navegação para todos os navios que não pertenciam à monarquia espanhola. Em 3 de junho de 1503 foi criada a Casa de Contratação das Índias em Sevilha, à qual competia todos os negócios das Índias, incluindo a navegação.

## Portugal no Rio da Prata
Em janeiro de 1680, Portugal ocupou a ilha de São Gabriel e fundou Colônia do Sacramento na margem norte do Rio da Prata, questionando os direitos de Espanha no área baseando-se em sua própria interpretação do Tratado de Tordesilhas. Pouco depois a colônia foi ocupada pelas tropas do governador de Buenos Aires, mas devolvida a Portugal em 12 de fevereiro de 1683 com a assinatura do Tratado Provisório de Lisboa de 7 de maio de 1681, pelo qual os portugueses obtiveram provisoriamente a livre navegação para seus barcos no Rio da Prata, mas se manteve a proibição do comércio entre os estabelecimentos de ambas coroas.

## Livre navegação para os escravagistas britânicos
No Assento de Negros aprovado pelo rei de Espanha em 26 de março de 1713 a favor dos comerciantes escravagistas britânicos, permitiu-lhes por um período de 30 anos a livre navegação para introduzir monopolicamente escravos no Rio da Prata:
Condición 19. — Que los dichos asentistas, sus factores y sus apoderados han de poder navegar é introducir los esclavos negros de su de obligacion en todos los puertos del norte de las Indias occidentales de Su Majestad Católica, incluso el Rio de la Plata, con prohibicion á todos los demas, ya sean vasallos ó extranjeros de la corona de transportar ni introducir negros algunos, de bajo de las penas establecidas por leyes que comprenden este contrato (...) con la calidad de no poder introducir en el dicho Rio de la Plata ó Buenos Aires mas de las mil y doscientas piezas de negros permitidas por la condicion 8°.
As concessões aos barcos britânicos foram renovadas nos tratados de 26 de março de 1716, em 26 de maio de 1771 e em 5 de julho de 1814.

## Divisão dos rios da bacia do Prata entre Espanha e Portugal
Pelo Tratado de Lisboa de 18 de junho de 1701 entre ambas coroas, confirmado pelo Tratado de Utrecht de 1715, Portugal manteve Colônia do Sacramento e assim o Rio da Prata ficou como um rio limítrofe. Colônia do Sacramento transformou-se assim num foco do contrabando entre portugueses e espanhóis.

### Tratado de Madri de 1750
O Tratado de Madri foi assinado por Fernando VI da Espanha e por João V de Portugal em 13 de janeiro de 1750 para definir os limites entre suas respectivas colônias na América do Sul, baseando-se no uti possidetis e deixando de lado o Tratado de Tordesilhas. A posse portuguesa das altas bacias dos rios Paraguai, Paraná e Uruguai foi reconhecida no tratado, enquanto Portugal entregou a Espanha a Colônia do Sacramento e suas dependências, reconhecendo a plena soberania espanhola nas águas do Rio da Prata. Esses três rios ficaram com trechos de soberania e navegação compartilhada, enquanto que nos trechos próprios da cada monarquia a navegação era exclusiva.
Artículo XIII. Su Majestad Fidelísima, en su nombre y de sus herederos y sucesores, cede para siempre a la Corona de España la Colonia del Sacramento, y todo su territorio adyacente a ella en la margen septentrional del Río de la Plata, hasta los confines declarados en el artículo IV; y las plazas, puertos y establecimientos que se comprenden en el mismo paraje; como también la navegación del mismo Río de la Plata, la cual pertenecerá enteramente a la Corona de España. Y para que tenga efecto, renuncia Su Majestad Fidelísima todo el derecho y acción que tenía reservado a su Corona por el tratado provisional de 7 de Mayo de 1681, y la posesión, derecho y acción que le pertenece y pueda tocarle, en virtud de los artículos V y IV del tratado de Utrecht, de 6 de febrero de 1715, o por otra cualquiera convención, título o fundamento.
Artículo XVIII. La navegación de aquella parte de los ríos, por donde ha de pasar la frontera, será común a las dos naciones; y generalmente, donde ambas orillas de los ríos pertenezcan a una de las dos Coronas, será la navegación privativamente suya; y lo mismo se entenderá de la parte de dichos ríos, siendo común a las dos naciones donde lo fuere la navegación, y privativa donde lo fuere de una de ellas la dicha navegación (...)
Artículo XIX. En toda la frontera será vedado y de contrabando el comercio entre las dos naciones; quedando en su fuerza y vigor las leyes promulgadas por ambas Coronas que de esto tratan. Y además de esta prohibición, ninguna persona podrá pasar del territorio de una nación al de la otra por tierra, ni por agua; ni navegar en el todo o parte de los ríos que no sean privativos de su nación, o comunes, con pretexto ni motivo alguno, sin sacar primero licencia del Gobernador, o del superior del terreno donde ha de ir, o que vaya, enviado del Gobernador de su territorio a solicitar algún negocio (...)— Tratado de Madrid
O Tratado de Madri foi anulado pelo Tratado de El Pardo de 12 de fevereiro de 1761, que restaurou a situação prévia a 1750, Colônia passou a mãos espanholas e se tentou uma fracassada invasão anglo-portuguesa ao Rio da Prata em 1763. Mesmo assim,Colônia e São Gabriel voltaram para mãos portuguesas em 27 de dezembro de 1763, mantendo o Rio da Prata como fronteira.

### Tratado de Santo Ildefonso de 1777
Em 5 de junho de 1777 a Espanha retomou controle de Colônia do Sacramento, e em 1 de outubro de 1777 foi assinado o Tratado de Santo Ildefonso, pelo qual Portugal voltou a entregar para a Espanha a Colônia do Sacramento e suas dependências, e reconheceu a soberania espanhola no Rio da Prata e no rio Uruguai. 
Artículo III. Como uno de los principales motivos de las discordias ocurridas entre las dos Coronas, haya sido el establecimiento portugués de la Colonia del Sacramento, isla de San Gabriel, y otros puestos y territorios que se han pretendido por aquella nación en la banda septentrional del Río de la Plata, haciendo común con los españoles la navegación de este, y aun la del Uruguay, se han convenido los dos Altos Contrayentes, por el bien recíproco de ambas naciones, y para asegurar una paz perpetua entre las dos, que dicha navegación de los ríos de la Plata y Uruguay, y los terrenos de sus dos bandas, septentrional y meridional, pertenezcan privativamente a la Corona de España y a sus súbditos, hasta donde desemboca en el mismo Uruguay, por su ribera occidental, el río Pequirí o Pepirí-guazú: extendiéndose la pertenencia de España, en la referida banda septentrional, hasta la línea divisoria que se formará, principiando por la parte del mar, en el arroyo de Chuí, y Fuerte de San Miguel inclusive, y siguiendo las orillas de la Laguna Merin, a tomar las cabeceras o vertientes del Río Negro: las cuales, como todas las demás de los ríos que van a desembocar a los referidos de la Plata y Uruguay, hasta la entrada en este último de dicho Pepirí-guazú, quedarán privativas de la misma Corona de España, con todos los territorios que posee, y que comprenden aquellos países, incluso la citada Colonia del Sacramento y su territorio, la isla de San Gabriel y los demás establecimientos que hasta ahora haya poseído (...)
Ficaram como rios limítrofes, com navegação compartilhada: Pepiri-Guaçu, Santo Antônio, Igurei, Correntes e trechos do Paraná, Paraguai e Iguaçu, ainda que os 4 primeiros rios motivaram disputas sobre sua posse.
Artículo XVIII. En los ríos cuya navegación fuere común a las dos naciones en todo o en parte, no se podrá levantar o construir por alguna de ellas fuerte, guardia o registro, ni obligar a los súbditos de ambas potencias que navegaren, a sufrir visitas, llevar licencias, ni sujetar a otras formalidades; y solamente se les castigará con las penas expresadas en el artículo antecedente cuando entraren en puerto o terreno ajeno, o pasaren de aquel punto, hasta donde dicha navegación sea común para introducirse en la parte de río que fuere ya privativa de los súbditos de la otra potencia.— Tratado de San Ildefonso

## Porto Preciso de Santa Fé
Em 1739 a Real Audiência de Charcas dispôs que Santa Fé fosse um porto preciso da navegação do Paraguai, o que foi confirmado pela Real Cédula de 1 de abril de 1743. Todos os barcos procedentes do Paraguai deviam desembarcar suas cargas em Santa Fé para seguir por terra para Buenos Aires, o que provocou disputas entre os cabildos e governadores das três cidades. Em 13 de abril de 1780 o vice-rei Pedro Melo de Portugal aboliu provisoriamente os privilégios do porto preciso de Santa Fé, o que foi confirmado pelo Conselho das Índias em 14 de fevereiro de 1781.

## Começo do direito fluvial internacional
O direito fluvial internacional começou a configurar-se em 16 de novembro de 1792 ,quando um decreto do Conselho Executivo Provisório da República Francesa declarou que os estados banhados pelos rios Escalda e Mosa tinham direito a uma ligação com o mar e suprimiu os obstáculos legais à navegação.

## Expulsão dos espanhóis do Rio da Prata
Em 27 de outubro de 1777 o rei de Espanha deu carácter definitivo ao Vice-reino do Rio da Prata, e o monopólio da navegação no Rio da Prata e seus afluentes em território do vice-reino continuou sem mudanças até a revolução de 25 de maio de 1810, exceto pelos breves períodos das invasões inglesas de 1806 e 1807. Em 1801 Portugal apoderou-se das Missões Orientais, fazendo limítrofe o alto rio Uruguai.
As novas autoridades crioulas de Buenos Aires e as realistas que se mantinham em Montevidéu entraram em conflito. O governador desta última cidade, José María Salazar, ficou em posse da frota do Rio da Prata e declarou o bloqueio naval contra Buenos Aires em 3 de setembro de 1810. Os realistas de Montevidéu realizaram incursões corsárias pelos rios Paraná e Uruguai enquanto o governador realista do Paraguai controlava o rio Paraguai e o alto Paraná. A situação de controle realista dos rios acentuou-se com sua vitória no Combate de San Nicolás, em 2 de março de 1811, em frente à incipiente esquadra revolucionária. Depois de vários combates navais os revolucionários tomaram o controle dos rios em 1813, e em 23 de maio de 1814 apoderaram-se de Montevidéu, expulsando definitivamente aos espanhóis do Rio da Prata. A soberania exclusiva sobre a navegação fluvial foi mantida pelas autoridades de Buenos Aires, mas o Paraguai ficou fora de seu controle.

## Livre navegação de barcos nacionais
O Tratado do Quadrilátero assinado em 8 de fevereiro de 1822 entre as províncias de Buenos Aires, Correntes, Entre Rios, Santa Fé, dispôs a livre navegação dos rios para os barcos nacionais: 
Artículo 8°. Queda igualmente libre el comercio marítimo en todas las direcciones y destinos en buques nacionales, sin poder ser obligados a mandarlos abonar derechos, descargar para vender sus mercaderías o fruto por pretexto alguno por los Gobiernos de las cuatro provincias, cuyos puertos subsisten habilitados en los mismos términos; sólo si, por obviar el perjudicial abuso del contrabando, podrán ser reconocidos por los guardacostas respectivos, como sus licencias, guías y demás documentos con que deban navegar, siendo decomiso lo que venga fuera de ellos.— Tratado del Cuadrilátero

## Retorno dos luso-brasileiros ao Rio da Prata
O início das guerras civis deixou as províncias litorais fora do controle de Buenos Aires e a Província Oriental foi submetida pela Invasão Luso-Brasileira de 1816, pelo que os rios Uruguai e da Prata passaram a ser novamente fronteiriços, e a Província Oriental foi anexada em 1817 ao Reino Unido de Portugal, Brasil e Algarve como a Província Cisplatina. Em 1822 Brasil declarou sua independência e em 1825 estourou a Guerra da Cisplatina, que culminou com a independência da província em 1828. As Províncias Unidas do Rio da Prata não tinham reconhecido em nenhum momento a livre navegação de seus rios interiores, incluído o Rio da Prata.

## Os rios Uruguai e da Prata definitivamente limítrofes
Em um artigo adicional da Convenção Preliminar de Paz que pôs fim à guerra se dispôs uma cláusula transitória com respeito à navegação dos rios da bacia do Prata:
Ambas Altas Partes Contratantes, se comprometen a emplear los medios que estén a su alcance a fin de que la navegación del Río de la Plata, y de todos los otros que desaguan en él, se conserve libre para el uso de los súbditos de una y otra Nación, por el tiempo de quince años, en la forma que se ajustare en el Tratado definitivo de Paz.— Convención Preliminar de Paz

## Tratado com o Reino Unido
Esse artigo favoreceu indiretamente os barcos do Reino Unido de Grã-Bretanha e Irlanda dado que em 2 de fevereiro de 1825 esse país tinha assinado com as Províncias Unidas do Rio da Prata um Tratado de Paz, Comércio e Navegação que estabelecia:
Artículo 2º. Habrá entre todos los territorios de S. M. B. en Europa y los territorios de las Provincias Unidas del Río de la Plata una recíproca libertad de comercio.
 Los habitantes de los dos países gozarán respectivamente la franqueza de llegar segura y libremente con sus buques y cargas a todos aquellos parajes, puertos y ríos en los dichos territorios, a donde sea o pueda ser permitido a otros extranjeros llegar, entrar en los mismos y permanecer y residir en cualquiera parte de dichos territorios respectivamente.
 También alquilar y ocupar casas y almacenes para los fines de su tráfico; y generalmente los comerciantes y traficantes de cada nación respectivamente, disfrutarán de la más completa protección y seguridad para su comercio siempre sujetos a las leyes y estatutos de los países respectivamente.— Tratado de Paz, Comercio y Navegación entre las Provincias Unidas del Río de la Plata y Su Majestad Británica
Assim a livre navegação concedida ao Brasil por 15 anos se estendia automaticamente aos súditos britânicos, mas significava também o reconhecimento britânico à exclusiva soberania rioplatense sobre seus rios.

## Tratado com França
Depois do Bloqueio francês ao Rio da Prata que ocorreu entre 28 de março de 1838 e o 29 de outubro de 1840, o governador de Buenos Aires encarregado das relações exteriores da Confederação Argentina, Juan Manuel de Rosas, lembrou de outorgar à França os mesmos direitos de navegação que gozavam outros países nos rios argentinos mediante a Convenção Arana - Mackau.
Articulo V. Aunque los derechos y goces que en el territorio de la Confederacion Argentina disfrutan actualmente los extrangeros en sus personas y propiedades sean comunes entre los súbditos y ciudadanos de todas y cada una de las Naciones amigas y neutrales, el Gobierno de S. M. el Rey de los Franceses y el de la Provincia de Buenos Aires, Encargado de las Relaciones Exteriores de la Confederacion Argentina declaran, que interin media la conclusion de un tratado de comercio y navegacion entre la Francia y la Confederacion Argentina, los ciudadanos Franceses en territorio Argentino, y los ciudadanos Argentinos en el de Francia, serán considerados en ambos territorios en sus personas y propiedades como lo son ó lo podrán ser los súbditos y ciudadanos de todas y cada una de las demás naciones, aun las mas favorecidas.— Convención Arana - Mackau

## Política de Rosas
Seguindo o modelo dos países europeus, o governo de Rosas sustentava que a navegação dos rios interiores da Confederação era privativa dos navios argentinos, e que toda a excepção a esta regra deveria ser especialmente autorizada pela autoridade nacional. Essa era a política aplicada pelo Reino Unido no rio São Lourenço, e pelo Brasil no rio Amazonas, apesar de que, em ambos casos, os interesses de países localizados águas acima eram prejudicados.
Pelo Pacto Federal de 1831, em relação à relações exteriores a autoridade nacional era o governador da Província de Buenos Aires. Portanto, este decidia sobre a navegação dos rios e sustentava que os rios da Prata e Uruguai deviam ser considerados interiores, ainda que compartilhados entre a Argentina e o Uruguai. Por sua vez, o rio Paraná devia ser considerado sem discussão um rio interior da Confederação Argentina. Essa política prejudicava os interesses dos países localizados águas acima de ambos rios, especialmente ao Paraguai. Prejudicava também aos comerciantes europeus que aspiravam a comerciar diretamente com o Paraguai e o oeste brasileiro.
O caso paraguaio não tinha suscitado problemas nesse sentido até o falecimento do ditador Gaspar Rodríguez de Francia, que tinha mantido o país isolado por décadas. O novo presidente, Carlos Antonio López, aspirava a uma abertura comercial que, sob as condições impostas pelo governo de Buenos Aires, estava muito limitada. Ademais o governo de Rosas nunca tinha reconhecido a independência do Paraguai, que por outro lado este país também nunca tinha proclamado. Quando esta foi anunciada por López em 1844, Rosas respondeu com o decreto do 8 de janeiro de 1845 que proibia toda a comunicação com o Paraguai desde o território da Confederação Argentina.
Um aliado potencial do Paraguai no conflito pela navegação dos rios era o Império do Brasil, que em 1844 tentou coordenar ações contra o governo de Rosas. Em setembro desse mesmo ano, o Brasil reconheceu a independência do Paraguai, porém os países nunca chegaram a planejar nem executar alguma ação conjunta.
Por outro lado, os governos das províncias do litoral do rio Paraná – especialmente Correntes – viam-se muito prejudicadas pelo aplicativo excessivamente restritivo que fazia destes princípios o governo de Rosas. Este exigia que qualquer navio que passasse pelo Rio da Prata, ainda que seu destino não fora dentro da Província de Buenos Aires, se detivesse no porto da capital e pagasse ali os direitos de importação e exportação. Direitos que o governo de Buenos Aires utilizava para seu exclusivo benefício e que foram regulamentados pela Lei de Aduana de 1835.

## Guerra do Paraná

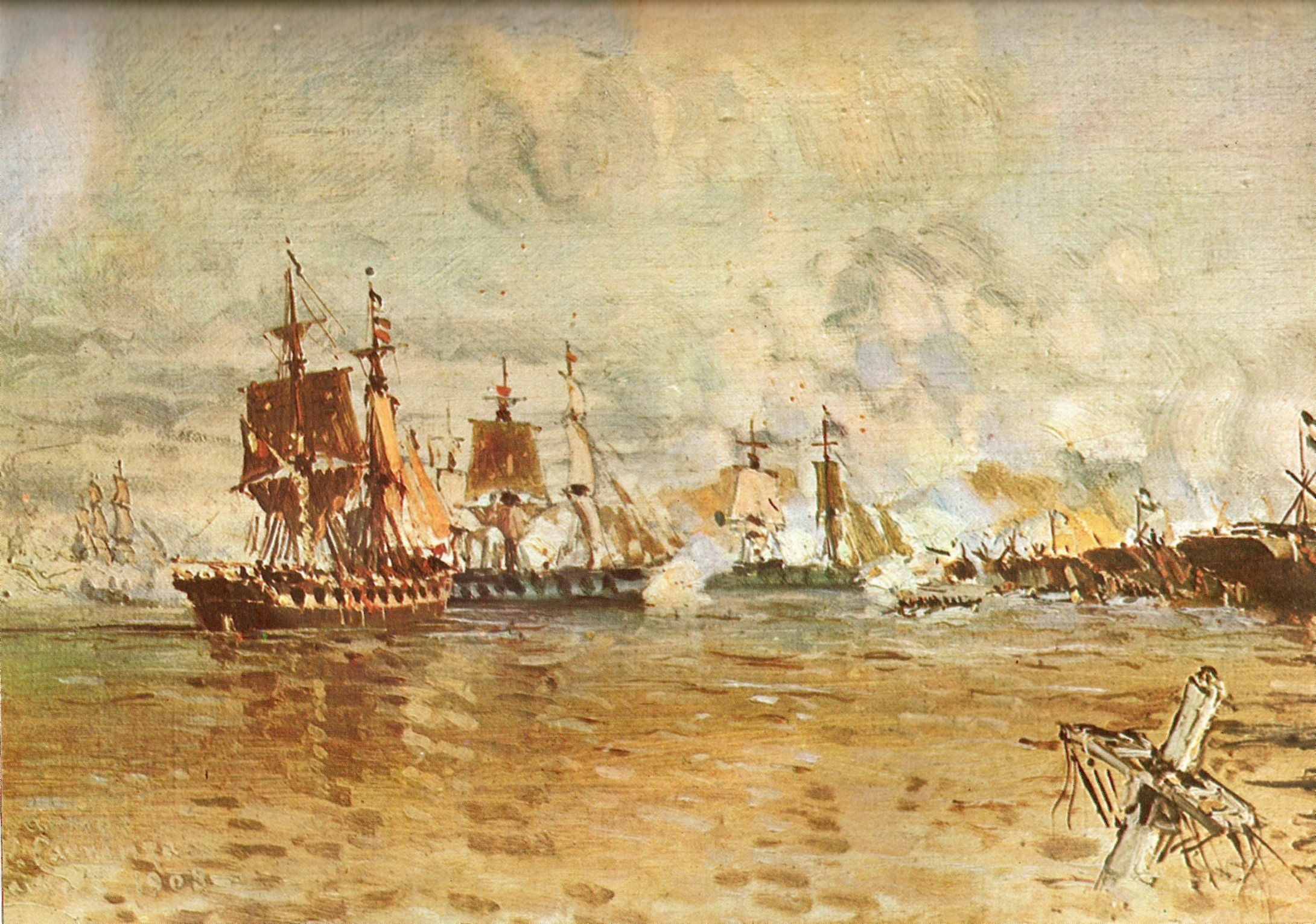
Batalha de Vuelta de Obligado.

O Bloqueio anglo-francês do Rio da Prata ocorreu entre 2 de agosto de 1845 e o 31 de agosto de 1850. Em 17 de novembro de 1845, partiu de Montevidéu uma grande frota, com a missão de abrir o rio Paraná ao comércio transatlântico. Era formada por 22 barcos de guerra e 92 navios mercantes, estando nela os primeiros barcos a vapor que navegaram no Paraná. Levava a bordo 113 canhões, de calibres de 24 a 80. Comandavam-na os almirantes Massieu De Clerval e sir Charles Hotham. Em 20 de novembro de 1845 ocorreu, nas águas do rio Paraná, a Batalha da Vuelta de Obligado, na qual a esquadra anglo-francesa conseguiu avançar (tendo na retaguarda uma bateria costeira comandada pelo general Lucio Norberto Mansilla), alcançando Corrientes e o Paraguai. Ao regressar, oito meses depois, a frota teve que enfrentar a Batalha de Quebracho, em 4 de junho de 1846. 
E, 24 de novembro de 1849 o Reino Unido e a Confederação Argentina assinaram a Convenção Arana - Southern, que dispôs o reconhecimento britânico da soberania argentina no Paraná:
Artículo 4°. El gobierno de S. M. B. reconoce ser la navegación del Río Paraná una navegación interior de la Confederación Argentina y sujeta solamente á sus leyes y reglamentos; lo mismo que la del Río Uruguay en común con el Estado Oriental.— Convención Arana - Southern
Em 31 de agosto de 1850 foi assinado, com a França, a Convenção Arana - Le-Prédour que pôs fim à guerra e pela qual França reconheceu a soberania argentina no Paraná:
Artículo 6°. El Gobierno de la República francesa reconoce ser la navegación del Río Paraná, una navegación interior de la Confederación Argentina, y sujeta solamente á sus leyes y reglamentos; lo mismo que la del Río Uruguay en común con el Estado Oriental.— Convención Arana - Le-Prédour

## Acordo entre Urquiza e o Brasil
Na Convenção celebrada entre o Brasil, a República Oriental do Uruguai e Entre Rios (que tinha reassumido o controle das relações exteriores com o Pronunciamento de Urquiza de 1 de maio de 1851) para uma aliança ofensiva e defensiva a fim de manter a independência e de pacificar o território do Uruguai, assinada o 29 de maio de 1851, se dispôs:
Articulo XVIII. Los Gobiernos de Entre-Rios y Corrientes (si este consintiese en el presente convenio) consentirán á las embarcaciones de los Estados aliados la libre navegacion del Paraná en la parte que aquellos Gobiernos son ribereños, y sin perjuicio de los derechos y estipulaciones provenientes de la convencion preliminar de paz de 27 de agosto de 1828, ó de cualquier otro derecho proveniente de cualquier otro principio.
Após a renúncia e exílio de Rosas por causa da Batalha de Monte Caseros de 3 de fevereiro de 1852, na qual triunfou a aliança encabeçada por Justo José de Urquiza, com o Brasil, o Uruguai e o Partido Unitário, a livre navegação dos rios pactuada entre os aliados foi implementada por Urquiza.

## Proclamação da livre navegação dos rios argentinos
A Guerra entre a Confederação Argentina e o Estado de Buenos Aires deu um pretexto à diplomacia britânica para solicitar a Urquiza, em abril de 1852, um tratado que libertasse os rios à navegação internacional (sob ameaça de bloquear o Porto de Buenos Aires).
O Acordo de San Nicolás entre as províncias da confederação, de 1º de junho de 1852, conferiu a Urquiza a regulamentação dos rios:
Artículo 16°. Será de las atribuciones del Encargado de las Relaciones Exteriores, reglamentar la navegación de los ríos interiores de la República, de modo que se conserven los intereses y seguridad del territorio y de las rentas fiscales, y lo será igualmente la Administración General de Correos, la creación y mejora de los caminos públicos, y de postas de bueyes para el transporte de mercaderías.— Acuerdo de San Nicolás
Em 28 de agosto de 1852 Urquiza decretou a livre navegação dos rios e em 3 de outubro de 1852 decretou em Paraná que: a navegação dos rios Paraná e Uruguai é permitida a todo o navio mercante, qualquer que seja sua nacionalidade, procedência e tonelagem, e estende a permissão aos navios de guerra das nações amigas.
O Estado de Buenos Aires, separado da Confederação, sancionou uma lei em 18 de outubro de 1852 reconhecendo a livre navegação dos rios e um decreto assinado por Bartolomé Mitre e Adolfo Alsina em 24 de novembro de 1852 libertando a navegação do Paraná aos barcos de todas as bandeiras sem os sujeitar a visitas, estadias nem impostos.

## Cláusula constitucional
Uma cláusula de livre navegação foi incluída na Constituição Argentina sancionada em 1 de maio de 1853:
Artículo 26: La navegación de los ríos interiores de la Confederación es libre para todas las banderas, con sujeción únicamente a los reglamentos que dicte la Autoridad Nacional.— Constitución de la Nación Argentina
Com essa declaração constitucional a Confederação Argentina renunciou de impedir ou dificultar a navegação em seus rios interiores aos barcos de qualquer bandeira, limitando sua soberania a só a regulamentar. 
A cláusula constitucional de 1853 permaneceu sem mudanças durante a reforma constitucional de 1860, quando o país se reunificou, e permanece na constituição vigente atualmente.

## Tratados internacionais
Urquiza assinou com os representantes do Reino Unido, da França e dos Estados Unidos três tratados idênticos em 10 de julho de 1853, em San José de Flores:
- com o Reino Unido
- com a França
- com os Estados Unidos

A cada um dos três tratados expressava:
Artículo 1. La Confederación Argentina, en el ejercicio de sus derechos soberanos, permite la libre navegación de los ríos Paraná y Uruguay, en toda la parte de su curso que le pertenezca, a los buques mercantes de todas las naciones, con sujeción únicamente a las condiciones que establece este Tratado, y a los reglamentos sancionados o que en adelante sancionare la autoridad nacional de la Confederación.
 (...)

Artículo 5. Las Altas Partes Contratantes, reconociendo que la isla de Martín García puede, por su posición, embarazar e impedir la libre navegación de los confluentes del Río de la Plata, convienen en emplear su influjo para que la posesión de dicha isla no sea retenida ni conservada por ningún Estado del Río de la Plata o de sus confluentes, que no hubiera dado su adhesión al principio de su libre navegación.
Os três tratados foram aprovados pelo Congresso mediante a lei N° 14 de 1 de dezembro de 1854. Posteriormente aderiram Bolívia, Paraguai e Brasil. 
Um Tratado de Paz, Amizade, Comércio e Navegação foi assinado pela Argentina e o Chile em 30 de agosto de 1855, expressando:
Artículo III. Los chilenos en la Confederación Argentina y los argentinos en Chile, podrán recíprocamente y con toda libertad, entrar con sus buques y cargamentos en todos los lugares, puertos y ríos de los dos Estados que están o estuvieren abiertos al comercio extranjero.— Tratado de Paz, Amistad, Comercio y Navegación con Chile
Um Tratado de Paz, Amizade, Comércio e Navegação foi assinado pela Argentina e o Brasil em  7 de março de 1856, expressando:
Artículo 14°. Las embarcaciones argentinas y brasileras tanto de guerra como mercantes, podrán navegar los ríos Paraná, Uruguay y Paraguay en la parte que éstos pertenecen a la Confederación Argentina y al Brasil, con sujeción únicamente a reglamentos fiscales y de policía, en los cuales se obligan ambas altas partes contratantes a adoptar como bases aquellas disposiciones que más eficazmente contribuyan al desarrollo de la navegación, en favor de la cual se establecen dichos reglamentos.

Artículo 15°. En consecuencia, podrán dichas embarcaciones entrar, permanecer, cargar y descargar en los lugares y puertos de la Confederación Argentina y del Brasil que fuesen habilitados al efecto en dichos ríos.— Tratado de Paz, Amistad, Comercio y Navegación con el Brasil
Um Tratado de Paz, Amizade, Comércio e Navegação foi assinado pela Argentina e o Paraguai em  29 de julho de 1856, expressando:
Artículo XVII. La navegación de los ríos Paraná, Paraguay y el Bermejo es completamente libre y común para los buques mercantes, y de guerra, arjentinos y paraguayos, en conformidad á las disposiciones vijentes en ambas Repúblicas.— Tratado de Paz, Amistad, Comercio y Navegación con el Paraguay
Um Tratado de Paz, Amizade, Comércio e Navegação foi assinado pela Argentina e a Bolívia em  7 de dezembro de 1858, expressando:
Artículo 9. Los ciudadanos argentinos en Bolivia y los bolivianos en la Confederación Argentina, podrán entrar libremente con sus buques y cargamentos en todos los lugares, puertos, ríos que están o estuvieren habilitados para el comercio.— Tratado de Paz, Amistad, Comercio y Navegación con el Bolivia
O Paraguai abriu seus rios à navegação estrangeira mediante decretos de 3 de outubro de 1854 e de 22 de maio de 1855. O Brasil fez isso em 1866 e 1867 e a Bolívia também, em 27 de janeiro de 1853. No Uruguai, um decreto de 10 de outubro de 1853 declarou abertos aos navios e ao comércio de todas as nações seus rios navegáveis, convalidado pela lei Nº 383 do 27 de junho de 1854, mas a lei Nº 703 do 7 de maio de 1862 fechou os rios aos barcos estrangeiros.